# Bandera de la provincia de Albacete
La bandera de la provincia de Albacete es el símbolo principal de la provincia de Albacete, en España. Es de color carmesí y tiene el escudo provincial en el centro. El actual escudo fue adoptado definitivamente por la Diputación Provincial de Albacete el 7 de junio de 1994.

## Descripción
El escudo provincial actual se describe como: Escudo mantelado: El primero, de gules, con dos llaves de plata puestas en sotuer, unidas por una cadena de sable, que son las armas abreviadas de Alcaraz. El segundo, de gules, con una mano derecha alada de oro teniendo una espada de plata guarnecida de oro, que es el emblema de los Manuel, primeros señores de Villena. El tercero, de plata, con una cruz de Santiago de Gules. En abismo, un escusón con las armas de Albacete, que son en campo de plata, tres torres de piedra mazonadas de sable y aclaradas de azur, puestas una y dos, surmontadas de un murciélago de sable. Al timbre corona real cerrada española.

## Antigua bandera

Bandera de la Diputación Provincial de Albacete hasta 1994.

Hasta 1994 se había venido utilizando un modelo distinto de bandera, que portaba el modelo grande o completo del escudo de la provincia de Albacete vigente de 1956 a 1994 y la corona real abierta (corona de infante).